# Сарколь
Сарколь (каз. Сарыкөл) — упразднённое село в Темирском районе Актюбинской области Казахстана. Код КАТО — 155642100. В 2023 году включено в состав села Шубарши и исключено из учётных данных. 

## Население
В 1999 году население села составляло 1083 человека (561 мужчина и 522 женщины). По данным переписи 2009 года в селе проживало 1147 человек (587 мужчин и 560 женщин).